# جيمس أشمور
جيمس أشمور (بالإنجليزية: James Ashmore)‏ هو لاعب كرة قدم بريطاني، ولد في 2 مارس 1986 في شفيلد في المملكة المتحدة. لعب مع شيفيلد يونايتد وماكليسفيلد تاون ونادي فيرينتسفاروشي.

## وصلات خارجية
- جيمس أشمور على موقع قاعدة بيانات كرة القدم.إي يو (الإنجليزية)
- جيمس أشمور على موقع Soccerbase.com (لاعب) (الإنجليزية)